# タモリのなんでも大自慢
『タモリのなんでも大自慢』とは、よみうりテレビ製作・日本テレビ系列で1983年9月24日（土曜）19:00 - 19:30（JST）に放送された、自慢バラエティのお笑い特別番組。司会を務めるタモリの冠番組。ステレオ放送、文字多重放送を実施していた。

## 放送日時
- 1983年9月24日（土曜）19:00 - 19:30（JST）
  - 9月3日にドラマ『魔拳!（→激闘!）カンフーチェン』が終了後、9月10日のプロ野球中継の雨傘番組（19:30以降は『土曜トップスペシャル』）として編成されたが、中継は予定通り行われ[1]、9月24日でもプロ野球中継の雨傘として編成されたが、プロ野球の雨天中止により『土曜TSP』と共に放送された。
  - この後、10月1日と10月8日にもプロ野球中継の雨傘として編成されたが、双方とも中継は予定通り行われ、翌10月15日には『日本民謡大賞』放送のため編成されず、そして翌10月22日より『カンフーチェン』の後継作『青春はみだし刑事』が始まったため、結局放送はこの1回だけだった。

（参考：「下野新聞・縮刷版」1983年9月から同年10月までのラジオ・テレビ欄とスポーツ欄）

## 出演者

### 司会
- タモリ
- マリアン

### 審査員
- 中村泰士
- 中村メイコ
- 細川隆一郎
- 叶和貴子
- 月亭八方

## スタッフ
- 企画：タモリ（森田一義）
- 制作総指揮：橘功、斎藤寿孝
- 総合演出：伊藤輝夫（テリー伊藤）
- プロデューサー：山田宏、牛丸謙壱
- 制作協力：IVSテレビ制作
- 企画協力：田辺エージェンシー
- 製作著作：よみうりテレビ